# Suñé (Lérida)
Suñé (oficialmente y en catalán, Sunyer) es un municipio español de la comarca de Segriá, en la provincia de Lérida, situado en el centro de la comarca, a la izquierda del río Set. A mediados del siglo XIX se denominaba Suñer.

## Geografía humana

### Demografía
Cuenta con una población de 313 habitantes (INE 2024).
| Gráfica de evolución demográfica de Suñé entre 1842 y 2021 |
| |
| Población de derecho según los censos de población del INE Población de hecho según los censos de población del INEEn estos censos se denominaba Suñer: 1842 En estos censos se denominaba Suñé: 1857, 1860, 1877, 1887, 1897, 1900, 1910, 1920, 1930, 1940, 1950, 1960, 1970 y 1981 |

| 1900 | 1930 | 1950 | 1970 | 1981 | 1990 | 2000 | 2012 | 2018 |
| ---- | ---- | ---- | ---- | ---- | ---- | ---- | ---- | ---- |
| 479  | 405  | 359  | 306  | 320  | 317  | 300  | 297  | 355  |

## Economía
Agricultura de secano. Ganadería ovina y porcina.

## Patrimonio
- Iglesia de la Natividad de María, de estilo románico.
- Ruinas del castillo de Suñé.
- Ruinas del santuario de Santa Lucía.